# Cantó de Noyers
El cantó de Noyers és un cantó francès del departament del Yonne, situat al districte d'Avallon. Té 15 municipis i el cap és Noyers.

## Municipis
- Annay-sur-Serein
- Censy
- Châtel-Gérard
- Étivey
- Fresnes
- Grimault
- Jouancy
- Môlay
- Moulins-en-Tonnerrois
- Nitry
- Noyers
- Pasilly
- Poilly-sur-Serein
- Sainte-Vertu
- Sarry

## Història
| Data d'elecció                           | Identitat          | Partit          | Qualitat |
| ---------------------------------------- | ------------------ | --------------- | -------- |
| 1945-1951                                | M. Gautherin       | Divers droite   |          |
| 1951-2001                                | Bernard Magdalenat | RI, després UDF |          |
| 2001-                                    | Michel Pellerin    | Divers gauche   |          |
| les dades anteriors no són pas conegudes |                    |                 |          |
|                                          |                    |                 |          |

## Demografia
| A partir de 1990: Població sense dobles comptes |